# Christoph Städler

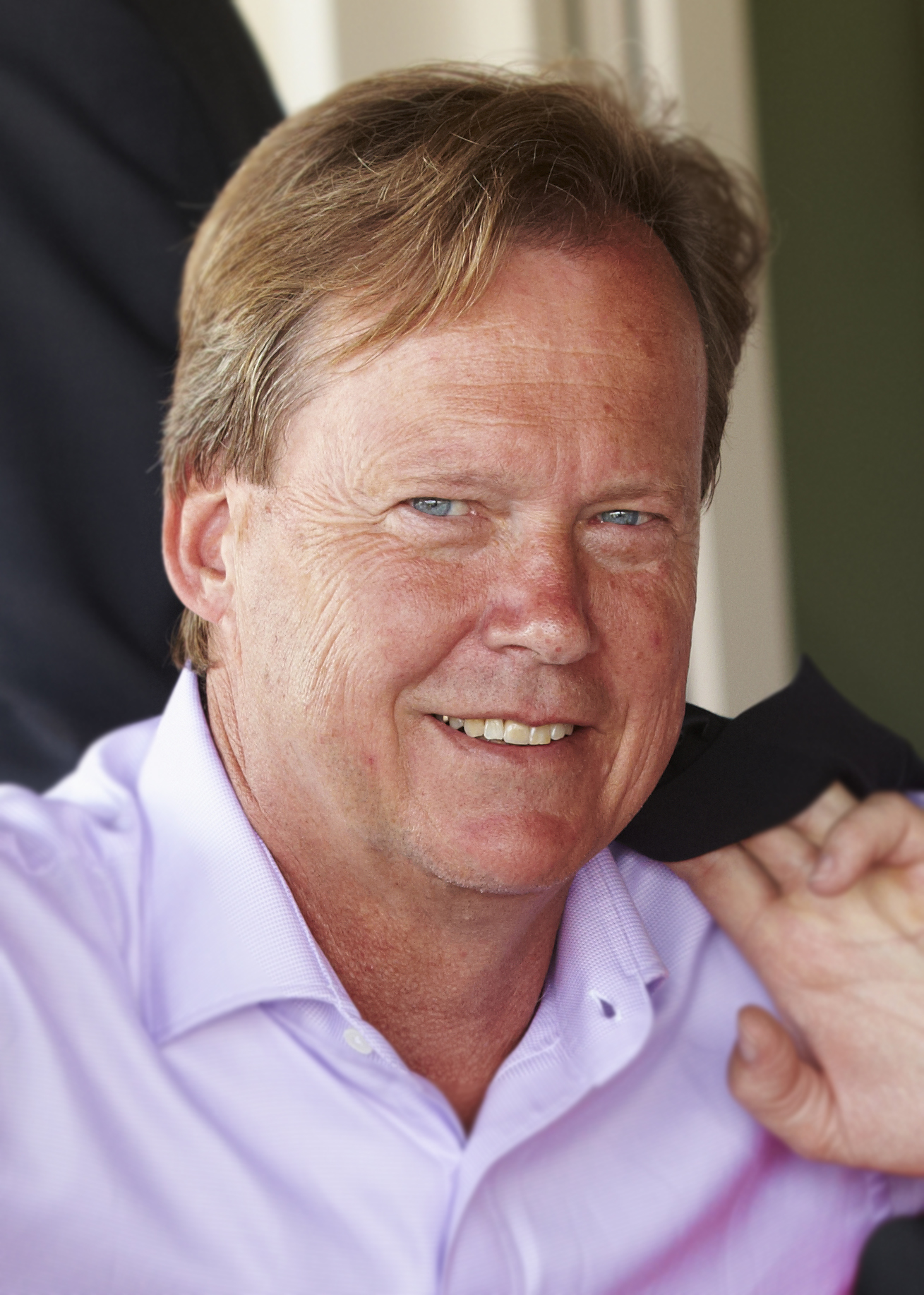
Christoph Städler im Universitäts-Golfclub Paderborn (2012)

Christoph Städler (* 2. Februar 1951 in Osnabrück) ist ein deutscher Amateurgolfer und Golfplatzplaner (Golfarchitekt). Er ist mehrfacher Gewinner nationaler und internationaler Amateurmeisterschaften im Golf.

## Leben und Karriere

### Amateurgolfer
Städler startete seine Amateur-Karriere 1957 im Alter von sechs Jahren beim Golfclub Osnabrück. Weitere Stationen seiner Clubmannschaftskarriere waren der Golfclub Bergisch-Land Wuppertal (Deutscher Mannschaftsmeister 1990 und 1992) und das GolfResort Semlin am See. Bei diversen Ländervergleichen (Länderpokal) trat er für die Mannschaften von Niedersachsen, Nordrhein-Westfalen und Berlin-Brandenburg an.
Als Mitglied der A-Nationalmannschaft nahm Städler von 1968 bis 1987 für Deutschland an drei Europameisterschaften (1973, 1983, 1985) und drei Weltmeisterschaften (1974, 1976, 1980) teil. Von 2006 bis 2020 war er im Kader der Senioren-Nationalmannschaft.

### Golfplatzplaner
Städler schloss sein Studium der Betriebswirtschaft an der WWU (Westfälische Wilhelms-Universität) in Münster 1978 als Diplom-Kaufmann ab. Anschließend war er bis 1987 Mitarbeiter der Deutschen Bank in Wuppertal, bevor er sich als Golfplatzplaner (Golfarchitekt) selbstständig machte.
1987 gründete Städler ein eigenes Golfplatz-Planungsbüro Golf Promotion Team in Osnabrück. Das Büro befasst sich mit der Planung neuer Golfplätze und der Durchführung von Re-Designs und Renovationen bestehender Golfplätze (Golfplatzarchitektur). Von 1994 bis 2021 nannte sich das Büro Städler Golf Courses. In dieser Zeit wurde Städlers Team um den Landschaftsarchitekten Achim Reinmuth und den Landschaftsökologen Philipp Fleischhauer erweitert. Seit Anfang 2022 Achim Reinmuth Partner und Mitinhaber wurde, firmiert das Planungsbüro unter dem Namen Städler & Reinmuth Golfdesign in Münster.
Christoph Städler ist seit 2006 Member des European Institute of Golf Course Architects (EIGCA) und war von 2012 bis 2021 Vorstandsmitglied.
Von Mai 2019 bis Oktober 2021 war Christoph Städler Präsident des EIGCA.
Städlers Golfplatz-Planungsbüro realisierte über 55 neue Golfplätze, wie z. B. Ostsee Golf Resort Wittenbeck, Mainzer Golfclub, Golf Club Föhr, Universitäts-Golfclub Paderborn, Golf Resort Semlin am See und GolfResort Weimarer Land. Auf über 130 bestehenden Golfplätzen führte sein Büro Renovationen oder Umgestaltungen durch.
Christoph Städler ist seit 1990 verheiratet, hat zwei Töchter und lebt in Münster.

## Auszeichnungen
- 1975: Goldene Ehren-Nadel des DGV (Deutscher Golf Verband)

## Erfolge
Einzel
- 2019: Nationaler Deutscher Senioren-Meister AK65 (Golfclub Rehburg-Loccum)[4]
- 2018: Nationaler Deutscher Senioren-Meister AK65 (Hamburger Golfclub Falkenstein)[5]
- 2012: Nationaler Deutscher Senioren-Meister (Krefelder Golfclub)
- 1983: Internationaler Deutscher Meister (Golfclub Hannover)[1]

- 1981: Internationaler Meister der Schweiz (Golf Club Patriziale Ascona)
- 1979: Nationaler Deutscher Meister (Golfclub Hamburg-Walddörfer)[1]
- 1978: Internationaler Meister von Belgien (Royal Zoute Golf Club)
- 1975: Internationaler Meister von Luxemburg (Golf Club Grand Ducal de Luxembourg)
- 1974: Internationaler Meister von Luxemburg (Golf Club Grand Ducal de Luxembourg)
- 1969: Nationaler Deutscher Jugend-Meister (Golfclub Hamburg-Walddörfer)[1]

Mannschaft
- 2016: Vize-Europameister Senioren-Mannschaftsmeisterschaft (Golf & Country Club Ljubljana, Slowenia)
- 2012: Vize-Europameister Senioren-Mannschaftsmeisterschaft (Estoril Palácio Golf Course, Portugal)
- 1992: Deutscher Mannschaftsmeister mit dem Golfclub Bergisch-Land Wuppertal (Golfclub Bad Ems)
- 1990: Deutscher Mannschaftsmeister mit dem Golfclub Bergisch-Land Wuppertal (Krefelder Golfclub)
- Sieger im Länderpokal mit Nordrhein-Westfalen (1982, 1983, 1985, 1986, 1990)
- 1971: Vize-Europameister Junioren-Mannschaftsmeisterschaft (Golf de St. Cloud, Paris/Frankreich)[1]